# Les Enfants de Varsovie
 (novembre 2017).
Si vous disposez d'ouvrages ou d'articles de référence ou si vous connaissez des sites web de qualité traitant du thème abordé ici, merci de compléter l'article en donnant les références utiles à sa vérifiabilité et en les liant à la section « Notes et références ».
Les Enfants de Varsovie est un roman d'Elzbieta Ettinger publié aux éditions Grasset en 1971.

## Résumé
Le roman Les Enfants de Varsovie raconte l'histoire d'Elli Rostow, une jeune polonaise juive qui sort de l'adolescence au début de l'occupation allemande. Mais ce passage à l'âge adulte est aussi celui de la transformation d'une jeune femme libre en un paria enfermé dans un ghetto, celui de la fin de  l'innocence. Survivre du côté aryen de Varsovie en dissimilant sa véritable identité est son premier acte de résistance. Il lui faut aller de caches en caches accompagnée d'une petite fille de quatre ans dont elle a décidé de s'occuper, trouver des faux papiers, se faire passer pour une catholique, c'est-à-dire adopter les comportements d'un monde religieux dont elle ignore tout. Elli vit dans la peur d'être découverte, d'être la proie des maitres chanteurs qui pullulent dans la Pologne occupée. La résistance occupe une place importante du roman d'Elzbieta Ettinger. Maria, la mère d'Elli est une résistante active qui grâce à son apparence aryenne peut circuler librement dans toute la Pologne où elle sert de messagère aux mouvements de résistance. Elli à son tour décide de lutter contre l'occupant. Elle se fait engager comme secrétaire des Allemands et devient agent de renseignement. Elle apprend ainsi que les Allemands ont décidé de liquider le ghetto de Chelm. Quand elle apprend l'insurrection du ghetto de Varsovie, elle quitte son travail et rejoint les combattants. Elli assiste et participe à des actes de plus en plus violents. Elle en est ébranlée psychologiquement. La peur que son amant, un Allemand ethnique, résistant comme elle mais à qui elle a caché sa judéité, ne la trahisse renforce sa fragilité émotionnelle. Elle finit par sombrer dans la folie.